# Tu veneno (album)
Tu veneno je druhé album uruguayské herečky a zpěvačky Natalie Oreiro z roku 2000. Celosvětově se prodalo přes 3 000 000 kopií.

## Seznam Písní
1. Tu veneno
2. Rıo De La Plata
3. Como Te Olvıdo
4. Luna Brava
5. Aburrida
6. Estamos Todos Solos
7. Gitano Corazon
8. Febrero
9. Donde Ira
10. Basta De Ti
11. Mata Y Envenena
12. Si Me Vas A Dar Tu Amor
13. Que Pena Me Das
14. Un Ramıto De Vıoletas
15. Caliente

## Singly
- Tu Veneno
- Rıo De La Plata
- Como Te Olvıdo